# 巴基里夫卡
50°22′52″N 35°1′14″E / 50.38111°N 35.02056°E
巴基里夫卡（烏克蘭語：Бакирівка）是位於烏克蘭東北部的村莊，由蘇梅州奥赫蒂尔卡区的切爾內奇奇納市鎮負責管轄。該村處於沃爾斯克拉河左岸，分別距離利托夫卡1.5公里和馬拉庫奇卡2公里，海拔高度114米，2001年人口366。